# Stiglmaierplatz
Der Stiglmaierplatz (die bis dahin schwankende Schreibweise wurde 1903 so vom Stadtrat festgelegt) ist ein Platz im Münchner Stadtbezirk Maxvorstadt. Er wurde 1845 nach dem Künstler Johann Baptist Stiglmaier benannt und hieß zuvor Kronprinzenplatz und seit 1826 Ludwigplatz.

## Verkehr
Der Stiglmaierplatz wird heute in nordwestlicher Richtung von der Dachauer Straße gekreuzt; kurz zuvor mündet auf Höhe der südlich gelegenen Trambahnhaltestelle noch der mehrspurige Verkehr der hier endenden Seidlstraße in diese ein. Von Osten her endet am Stiglmaierplatz die Brienner Straße und geht hier in die westlich angrenzende Nymphenburger Straße über. Im Nordosten beginnt die Schleißheimer Straße. Mit öffentlichen Verkehrsmitteln ist der Platz mittels der U-Bahn-Linien 1 und 7 und den Trambahnlinien 20 und 21 erreichbar.

## Geschichte
Der Platz lag im Mittelalter auf einer vom Neuhauser Tor nach Schleißheim führenden Straße und diente spätestens ab Ende des 14. Jahrhunderts als Ablaufpunkt für Pferderennen auf dem sogenannten „Rennweg“, der dort verlief, wo die heutige Schleißheimer Straße entstand. Ab 1448 wurden die Rennen jährlich während der Jakobidult auf der Strecke vom Neuhauser Tor in Richtung Feldmoching ausgetragen, die bis 1878 ebenfalls als „Rennweg“ geläufig war. Unweit nördlich des heutigen Stiglmaierplatzes befand sich ab Ende des 18. Jahrhunderts der Landsitz „Wiesenfeld“.
Kronprinz Ludwig I. beauftragte Karl von Fischer mit der Neugestaltung des Platzes, dessen Pläne eine künstlerische Einheit mit dem Königs- und dem Karolinenplatz bilden sollten, aber im Ergebnis nicht an deren Öffentlichkeitswirkung heranreichten. Am Kronprinzenplatz gründete Jakob Bradl der Ältere, der Vater Professor Jakob Bradls, die Münchner Holzschnitzer- und Bildhauerwerkstatt. 1851 erwarb auch Joseph Gabriel Mayer, der Gründer der Mayer’schen Hofkunstanstalt hier ein Grundstück und errichtete einen Neubau, in dem sich Ateliers und Werkräume sowie ein Ausstellungssaal befanden. Dieses auf der Südseite befindliche Objekt diente später als Hauptgebäude der Hofkunstanstalt, wurde aber im Zweiten Weltkrieg zerstört. Am 21. Oktober 1876 passierte die erste Münchner Pferdetram auf ihrer Strecke vom Promenadeplatz zur Nymphenburger Straße/Burgfriedensgrenze (Maillingerstraße) den Platz.  In den Jahren 1882 und 1883 wurde der nordwestlich angrenzende Löwenbräukeller nach den Plänen von Albert Schmidt errichtet und am 14. Juni 1883 eröffnet. Im gleichen Jahr fuhr die erste Münchner Dampfstraßenbahn vom heutigen Stiglmaierplatz in das damals außerhalb gelegene Nymphenburg. Da die Züge aufgrund der Lärmbildung aber die Pferde auf der Nymphenburger Straße verschreckten, wurde die Linie in weniger verkehrsreiche Parallelstraßen verlegt. Am 25. Juli 1909 wurde die neue Straßenbahnverbindung vom Stiglmaier- zum Leonrodplatz erstmals befahren. 1977 wurde mit dem Bau der U-Bahn-Linie zur Maillingerstraße begonnen, zwei Jahre später die Gleistrasse der Straßenbahn in westlicher Richtung gekappt.
Vergleicht man die Situation heute mit historischem Kartenmaterial, so ist zu erkennen, dass der Platz in der zweiten Hälfte des 20. Jahrhunderts eine Ausdehnung in südlicher Richtung erfuhr. So trafen Anfang des 20. Jahrhunderts die südliche Dachauer Straße und die Seidlstraße auf Höhe der Brienner/Nymphenburger Straße zusammen, zudem endete die Schleißheimer Straße direkt am Stiglmaierplatz. Auf dem Stadtplan von 1855 ist ersichtlich, dass zu diesem Zeitpunkt die Hasenstraße, also die spätere Seidlstraße, noch nicht bis auf Höhe des Stiglmaierplatzes ausgebaut war. Die Architektur auf der Südseite des Platzes ist heute durch Neubauten geprägt. Südöstlich, wo sich früher die Marienanstalt für weibliche Dienstboten befand, stand nach dem Zweiten Weltkrieg ein Autoverkaufshaus und heute ein Gebäude der State Street Bank., im südwestlichen Bereich schließt der Hochhauskomplex „Nymphe“ der Architekten Walter und Bea Betz an.

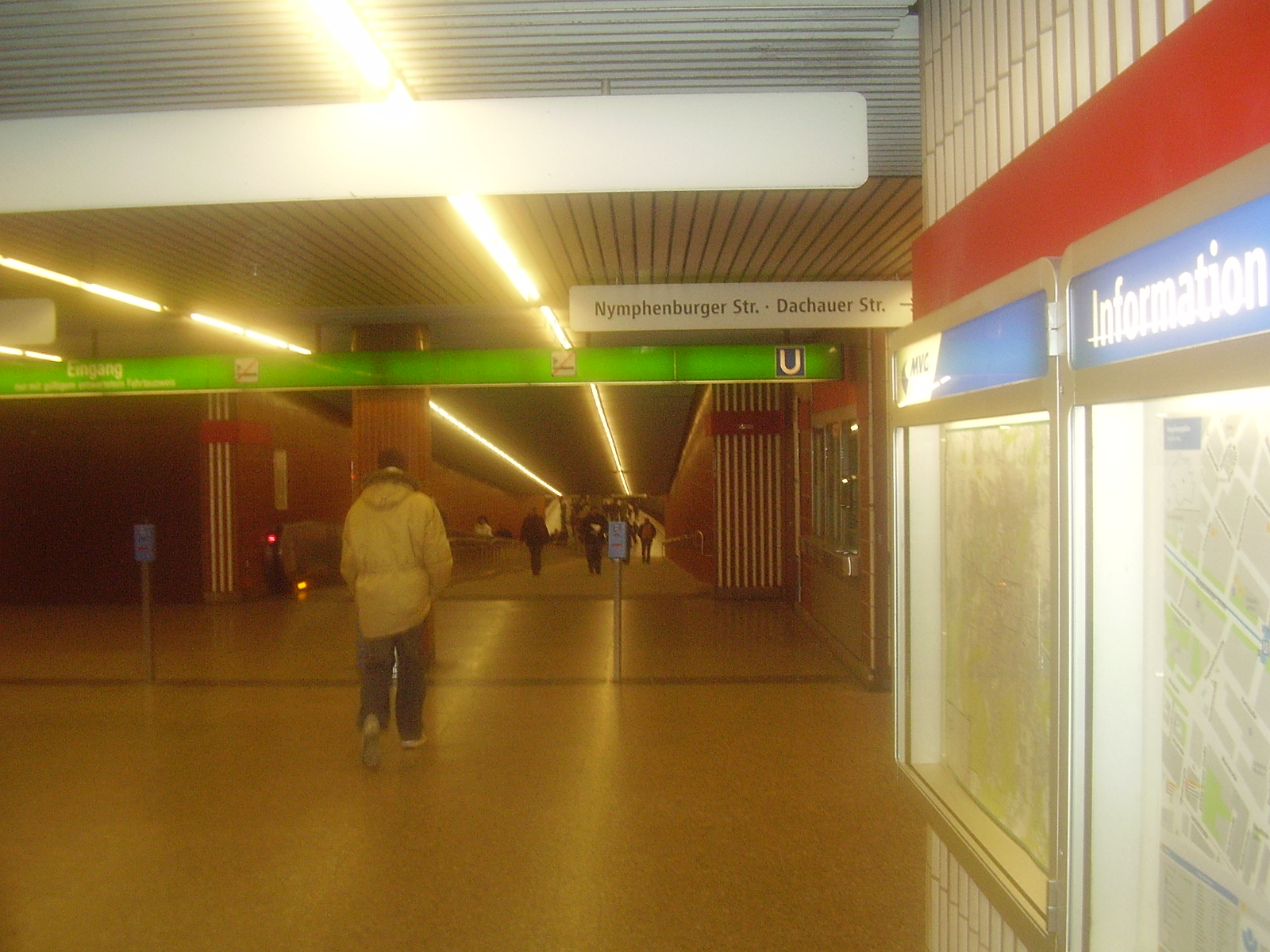
Abgang zu den U-Bahn-Gleisen vom Stiglmaierplatz her
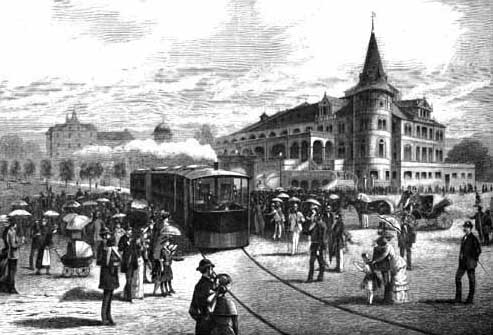
Um 1885
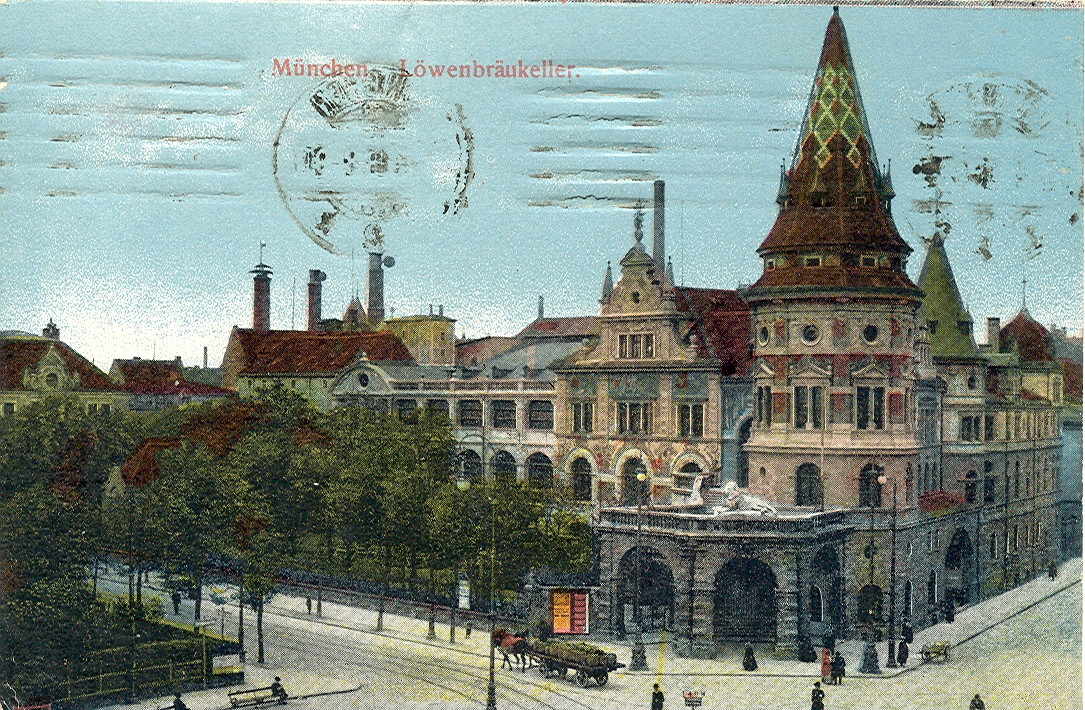
Postkarte von 1918
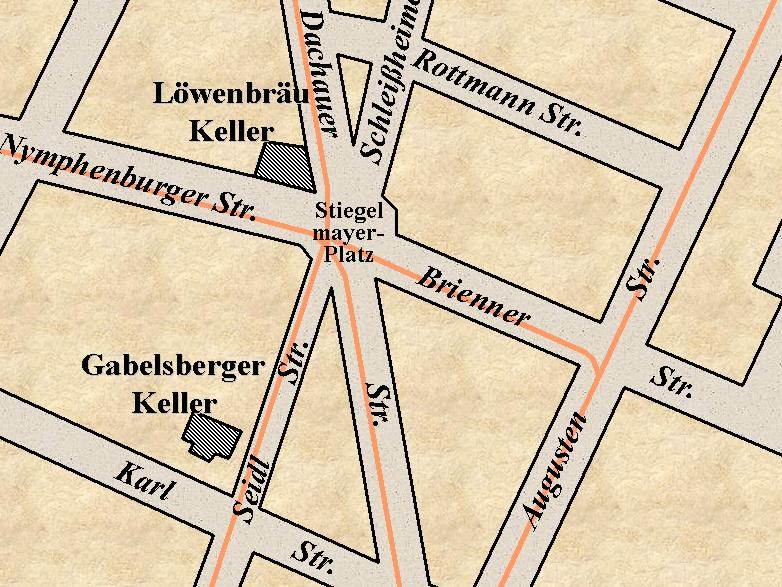
Kartenausschnitt von 1922
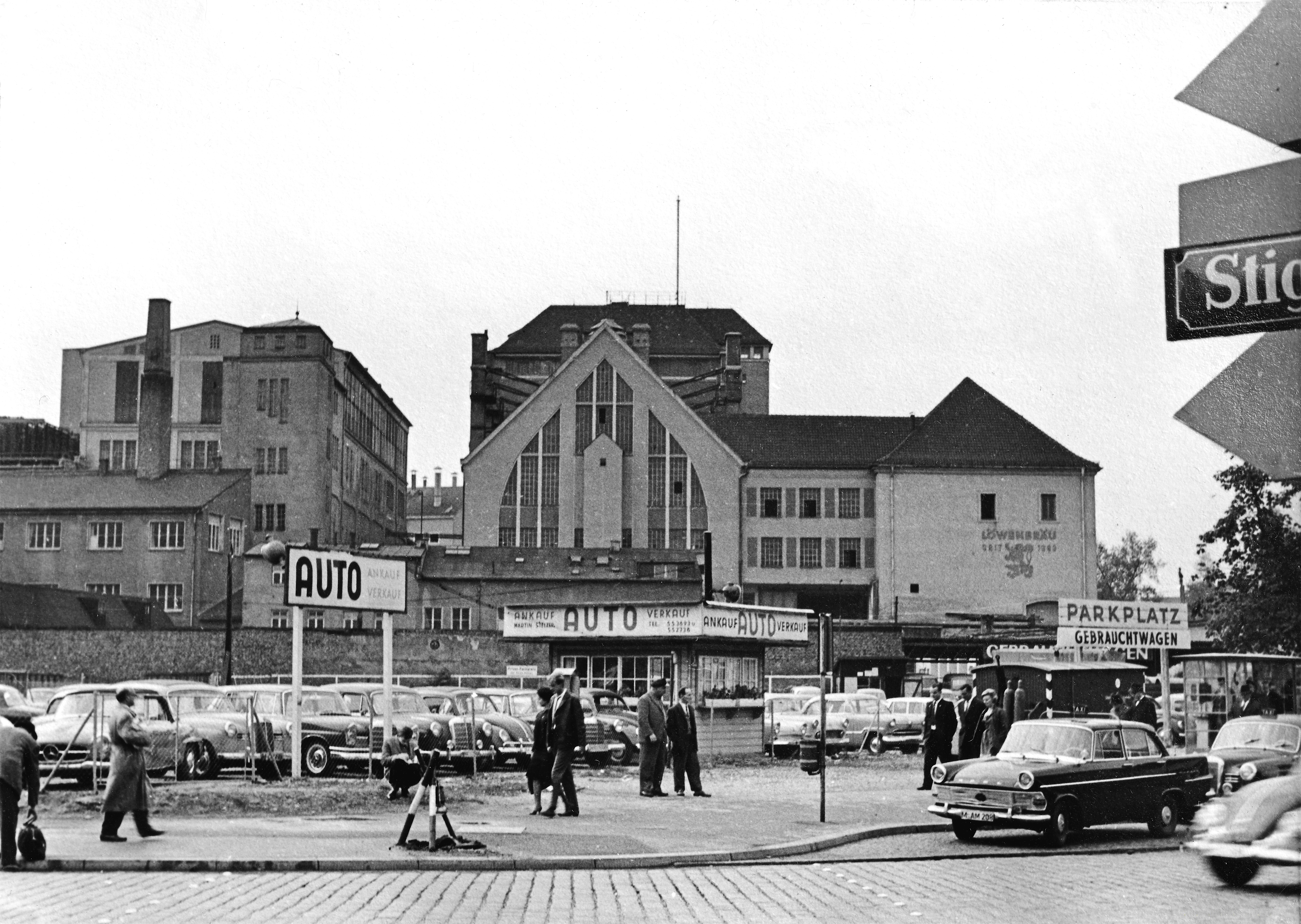
Der Blick fällt auf den Autohändler im Jahr 1962. Auf dem Areal steht derzeit der Glascontainer Nymphe.